# Microregiunea Fehérgyarmat
Microregiunea Fehérgyarmat (în maghiară Fehérgyarmati kistérség) a fost o microregiune statistică (kistérség) din județul Szabolcs-Szatmár-Bereg, Ungaria.
Cu o populație de 36.580 locuitori și o suprafață de 702,58 km2, aceasta a existat până în 2014, când în Ungaria, microregiunile ”kistérségek” au fost înlocuite de districte (járások).